# Мохаммед Таги малек-ош-шоара Бехар
Мохаммед Таги малек-ош-шоара Бехар (перс. محمدتقی ملکالشعرا بهار) (10 февраля 1886, Мешхед — 21 апреля 1951, Тегеран) — иранский поэт, учёный-филолог, общественный деятель. Профессор Тегеранского университета (с 1935).

## Биография

### Ранние годы
Родился в семье малек-ош-шоара (араб.: «царь поэтов») Мохаммеда Казема Сабури — официального придворного поэта при мавзолее имама Резы в Мешхеде. Он взял себе тахаллос (прозвище) Бехар (перс.: «весна») от Бехара Ширвани — поэта из времени Насер ад-Дин Шаха. Бехар начал учиться персидской литературе у своего отца. Начиная с 7 лет начал писать стихи. Чтобы пополнить свои знания в области персидского языка и литературы, он несколько лет провел у Мирзы Абдоль-Джавада, литератора из Нишапура, и Сеййида Али-хана Даргози. Бехар с 14 лет вместе с отцом посещал кружки свободомыслящих людей, которым не нравился шахский строй, и сам также поддержал идею введения конституции. Когда Бехару было 18 лет, скончался его отец, и указом Музаффар-ад-Дина Каджара Бехар занял его место. Вскоре после этого принялся изучать арабский язык.

### Период Персидской революции (1905—1911)
В период Персидской революции 1905—1911 боролся против шахского режима. Во время «Малой деспотии» (1909) примкнул к конституционалистам в Хорасане и помогал им издавать газету «Хорасан». После взятия Тегерана противниками Мохаммад Али-шаха Бехар начал заниматься и публицистикой, писал общественно-политические статьи. В этот период основал в Мешхеде две газеты, где писал на политические темы, но был вынужден закрыть их по требованию властей. После этого в своей газете писал только об обществе и религии, однако и она была закрыта. После Октябрьской революции в России и возрождения многопартийности в Персии в течение двух лет избирается в члены ЦК Демократической партии.

### Во время правленияРеза-шаха
После появления на персидской политической сцене Реза-шаха Бехар вначале его поддержал, однако, увидев, что это — человек с диктаторскими амбициями, начал критиковать и его, и его правительство. В это время Бехар участвовал в деятельности Пятого и Шестого парламентов, однако затем отказался от участия в политике. В 1927 году он начал изучать среднеперсидский язык (пехлеви). Позднее дважды попадал в тюрьму и провел год в ссылке в Исфахане, однако в 1934 году вернулся в Тегеран, получил должность в университете и спокойно там жил и работал вплоть до отречения Реза-шаха в 1941 году.

### Во время Мохаммада-Реза Пехлеви
В 1945 году Бехар опубликовал первый том своей истории политических партий (перс.: Тарих-е мохтасар-е ахзаб-е сийаси). В 1946 году он возглавил демократов в 15-м парламенте, однако к этому моменту серьёзно заболел, уезжал лечиться на Запад, но ему становилось все хуже, и в 1951 году он умер в Иране.

## Творчество
Стихи «Дело Ирана благословенно Богом» (1909), «Послание сэру Эдуарду Грею» сделали Бехара известным. Он выступал за привнесение некоторой новизны в персидскую литературу, но при опоре на старые образцы. В 1932 году после ссылки в Исфахан написал там самые лучшие свои произведения на социальные темы: сборник «Тюремные сочинения», стихотворение «Ночной соловей», а также работу «Стилистика» в трех томах. В 1941—1951 годах Бехар написал стихи «Страницы истории», «Проклятие Англии», поэму «Сова войны», значительное внимание уделял для подготовки к публикации персидского литературного наследия. С 1943 года член Иранского общества культурных связей с СССР. В 1950 году возглавлял общество иранских сторонников мира.
Посмертно были опубликован сборник стихов Бехара — «Диван». Они включают в себя как религиозные стихи, так и стихи, написанные по образцу персидских поэтов-классиков. Значительную часть произведений составляют стихи на политические темы, в том числе направленные против его политических противников. Первые важные стихи на эту тему — «Мостазад» (опубликован в 1909 году). Часть стихов посвящена также и личным переживаниям поэта. Среди научных работ Бехара можно выделить «Сабкшенаси» (букв.: Стилистика) — подробная история персидской прозы; Тарих-е татаввор-е шеер-е фарси («История эволюции персидского стихосложения») — Бехар только начал её писать, а продолжить не смог из-за болезни. Он также сочинил несколько песен («тасниф»), некоторые из них до сих пор пользуются популярностью, о чём пишет, напр. Н. Хаддади в своей работе «Чехель-о до таране-йе кадими» (Сорок две старые песни). Один из его шедевров — касыда «Дамавандийе», написанная в подражание касыде Насира Хосрова.